# Selenisa vittata
Selenisa vittata là một loài bướm đêm trong họ Erebidae.